# N-羟乙基乙二胺
N-羟乙基乙二胺是一种有机化合物，化学式为C4H12N2O。它可由乙二胺和环氧乙烷的反应制得。它和三氟乙酸乙酯在乙醚中反应，可以得到N-三氟乙酰基-N'-羟乙基乙二胺。它在二氧化硫水溶液中可以结晶出N-羟乙基乙二胺亚硫酸氢盐一水合物。它可作为配体和金属配位。